# Markus Tiwald
Markus Tiwald (* 29. September 1966 in Güssing) ist ein österreichischer katholischer Theologe und Universitätsprofessor für Neues Testament an der Katholisch-Theologischen Fakultät der Universität Wien.

## Leben
Von 1986 bis 1993 studierte er katholische Theologie in Wien und Lyon (Diplomarbeit eingereicht in Wien bei Jacob Kremer zum Thema: „Passus sub Pontio Pilato : Das Pilatusbild im Lichte der neueren Forschung“. Sponsion zum Magister der Theologie am 14. Dezember 1993). Nach der Priesterweihe 1994, dann Kaplansjahr in Maria Enzersdorf bei Wien (Inkardination in der Erzdiözese Wien) absolvierte er von 1995 bis 1998 ein Lizentiatsstudium am Studium Biblicum Franciscanum mit Schwerpunkten in biblischen Sprachen, Judaistik und biblischer Archäologie. Lizenziatsarbeit eingereicht bei Frédéric Manns zum Thema: „Der Jünger, der bleibt bis zum Kommen des Herrn : Selbstverständnis und Lehrmethode der „Johanneischen Schule“ – demonstriert an sechs paradigmatischen Perikopen des Johannesevangeliums.“ Abgeschlossen am 3. Februar 1998 mit dem Titel „Licentiatus in S. Theologia cum Specializatione Biblica“ (magna cum laude). Von 1997 bis 2007 war er Universitätsassistent am Institut für Neutestamentliche Bibelwissenschaft der Universität Wien. Nach der Promotion 2001 mit Auszeichnung zum Doktor der Theologie in Wien. Dissertation eingereicht bei Roman Kühschelm zum Thema: „Wanderradikalismus : Jesu erste Jünger – ein Anfang und was davon bleibt“. war er von 2001 bis 2007 stellvertretender Vorsitzender der ArgeAss (Arbeitsgemeinschaft der Assistentinnen und Assistenten an bibelwissenschaftlichen Instituten in Österreich) und Kuratoriumsmitglied des Österreichischen Katholischen Bibelwerkes.
Von 2001 bis 2010 machte er eine Ausbildung zum Psychotherapeuten. Abschluss der Ausbildung am 17. Mai 2010, seitdem ordentliches Mitglied der „Gesellschaft für Logotherapie und Existenzanalyse“ (in der Nachfolge Viktor Frankls). 2005 lehrte er in einer geblockten Semesterveranstaltung als Gastprofessor an der Pontificia Università Antonianum zum Thema: „La nuova ricerca sul Gesù storico : Concetti di Gesù – concetti della chiesa primitiva“. Von 2005 bis 2009 war er Kolumnist bei der zweitgrößten österreichischen Tageszeitung („Kurier“): Verfasser der sonntäglichen Kolumne „Gedanken“, in der biblische und religiöse Inhalte einem breiteren Publikum vermittelt werden.
Nach der Habilitation 2007 für das Fach „Neutestamentliche Bibelwissenschaft“ an der Katholisch-Theologischen Fakultät Wien durch einstimmiges Votum der Habilitationskommission lehrte er von 2007 bis 2008 als Privatdozent an der Universität Wien und an der „Kirchlichen Pädagogischen Hochschule Wien“ und war Pfarrer in Floridsdorf. 2008 übernahm er die Vertretungsprofessur für das Fach „Biblische Theologie und ihre Didaktik / Schwerpunkt Neues Testament“ an der Universität Duisburg-Essen. 2009 wurde zum Universitätsprofessor für „Biblische Theologie und ihre Didaktik / Schwerpunkt Neues Testament“ in Duisburg-Essen ernannt. 2012 wurde er in den Vorstand des Salomon Ludwig Steinheim-Instituts für deutsch-jüdische Geschichte an der Universität Duisburg-Essen gewählt. 2018 wurde er in den Senat der Universität Duisburg-Essen gewählt. Mit 1. September 2019 wurde Tiwald auf den Lehrstuhl für Neues Testament am Institut für Bibelwissenschaften an der Universität Wien berufen, dessen Vorstand er auch ist. Zusätzlich leitet er die Vienna Doctoral School of Theology and Research on Religion VDTR.
Er ist Mitglied der Studentenverbindungen K.D.St.V. Kaiserpfalz Aachen und KÖStV Rudolfina Wien.

## Werke (Auswahl)
- Wanderradikalismus. Jesu erste Jünger – ein Anfang und was davon bleibt (= Österreichische biblische Studien. Band 20). Lang, Frankfurt am Main/Berlin/Bern/Bruxelles/New York/Oxford/Wien 2002, ISBN 3-631-39192-7 (zugleich Dissertation, Wien 2001).
- Hebräer von Hebräern. Paulus auf dem Hintergrund frühjüdischer Argumentation und biblischer Interpretation (= Herders biblische Studien. Band 52). Herder, Freiburg im Breisgau/Basel/Wien/Barcelona/Rom/New York 2008, ISBN 3-451-29572-5 (zugleich Habilitationsschrift, Wien 2007).
- Die Logienquelle. Text, Kontext, Theologie. Kohlhammer, Stuttgart 2016, ISBN 3-17-025627-0.
- Das Frühjudentum und die Anfänge des Christentums. Ein Studienbuch. Kohlhammer, Stuttgart 2016, ISBN 3-17-030922-6.